# Anna Woźniak-Starak
Anna Woźniak-Starak, z domu Sobolak, primo voto Woźniak (ur. 1951) – polska restauratorka, bizneswoman i kolekcjonerka sztuki.

## Życiorys
Urodziła się w 1951. Absolwentka Uniwersytetu Warszawskiego. Pracowała jako modelka dla Mody Polskiej.
Wyszła za Jerzego Woźniaka, prawnika, który bronił w sądach członków opozycji antykomunistycznej w latach 70. XX wieku. Po ślubie przyjęła jego nazwisko, a w 1980 urodziła syna Piotra. W 1987 pochowała męża. Dwa lata później poślubiła Jerzego Staraka, który miał syna Patryka z poprzedniego małżeństwa. Razem mają córkę Julię (ur. 1990).
Jest właścicielką restauracji Belvedere działającej od 1992 roku w Nowej Pomarańczani w Łazienkach Królewskich w Warszawie. Jej wnętrze zaprojektował Boris Kudlička. Lokal gościł m.in. prezydentów USA Billa Clintona i Baracka Obamę, królową Elżbietę II, prezydenta Rosji Władimira Putina i kanclerz Niemiec Angelę Merkel. Restauracja jest rekomendowana przez przewodnik Michelin. W 2023 otworzyła kawiarnię Belvedere Cafe przy ul. Krakowskie Przedmieście 4.
Wspólny majątek Staraków obejmuje dodatkowo udziały w firmie producenckiej „Watchout Productions”, stworzonej przez Piotra, firmie ochroniarskiej „Arimax” oraz Anwo sp. z o.o.
Wraz z mężem jest właścicielką kolekcji sztuki powstałej po 1945 roku oraz dworu w Oborach.
Według tygodnika społeczno-politycznego „Wprost”, majątek rodziny wynosi 5,9 mld zł, co czyni ze Staraków trzecią najbogatszą rodzinę w Polsce.
Wraz z Jerzym Starakiem prowadzą „Fundację Rodziny Staraków”, której celem jest wspieranie oraz promowanie młodych i zdolnych ludzi poprzez programy grantowe i stypendialne. W 2024 została uhonorowana przez minister kultury Hannę Wróblewską Złotym Medalem „Zasłużony Kulturze Gloria Artis”.